# Autoroute A25 (Francia)
L’autoroute A25 è un'autostrada francese.